# Edmund Grünsteidl
Edmund Grünsteidl (* 9. Oktober 1900 in Wien; † 3. Dezember 1971 ebenda) war ein österreichischer Warenwissenschaftler, Rektor der Hochschule für Welthandel (WU Wien) sowie Abgeordneter im österreichischen Nationalrat.

## Leben
Edmund Grünsteidl studierte Chemie und Physik an der Universität Wien, der Technischen Hochschulen Wien und der Technischen Universität Graz. Im Dezember 1925 wurde er an der TU Wien zum Dr. phil. promoviert. 1925 wurde er Assistent an der Bundeslehr- und Versuchsanstalt für Chemische Industrie, von 1927 bis 1933 Assistent von Ernst Beutel am Technologischen Institut der Hochschule für Welthandel Wien. Er führte gemeinsam mit den Assistenten Franz Hanika und Artur Kutzelnigg im warenkundlichen Laboratorium die Forschungsarbeit Beutels zu chemischen Prüfverfahren fort. 1933 habilitierte er sich über die Mikrochemie in der Warenprüfung, erhielt die Venia docendi und war Privatdozent an der Hochschule für Welthandel.
1934 wurde Edmund Grünsteidl Leiter der Österreichischen Rohstoff-Forschungsstelle im Gewerbeförderungsinstitut der Wiener Handelskammer, wurde nach dem „Anschluss“ im März 1938 jedoch entlassen. Ihm wurde vorgeworfen, aufgrund seiner Tätigkeit als Leiter des Instituts der Paneuropa-Union die Rohstoff-Forschungsstelle für deren Zwecke zu missbrauchen. Er war anschließend als Handelslehrer tätig, während des Zweiten Weltkrieges war er von 1942 bis 1945 am Forschungsinstitut der Süddeutschen Zellwolle AG im niederbayrischen Kelheim tätig. Nach Kriegsende 1945 wurde er Mitarbeiter im Wirtschaftsförderungsinstitut der Wiener Handelskammer. 1948 wurde Grünsteidl Leiter der Warenprüfstelle des österreichischen Drogistengremiums.
Mit Neuaufbau der Wiener Hochschule für Welthandel 1946 wurde Edmund Grünsteidl Leiter ad interim des Lehrstuhls für Technologie und Warenkunde; 1949 erfolgte die Ernennung zum außerordentlichen Hochschulprofessor und Direktor des Instituts für Technologie an der Hochschule für Welthandel. Mit Ernennung der Hochschule zu Universität wurde er 1955 zum ordentlichen Universitätsprofessor ernannt; 1958 erfolgte die Ernennung zum ordentlichen Professor für Technologie und Warenwirtschaftslehre. Von 1958 bis 1960 war er Rektor der Hochschule für Welthandel.
Grünsteidl engagierte sich zudem maßgeblich für das Österreichische Faserforschungsinstitut, das Österreichische Institut für Verpackungswesen und die Österreichische Gesellschaft für Warenkunde und Technologie (ÖGWT), die er 1957 gemeinsam mit Felix Romanik und Warenkunde-Lehrern gründete.
Grünsteidl war seit 1957 Ehrenmitglied der katholischen Studentenverbindung K.Ö.H.V. Mercuria Wien im ÖCV.

## Politische Tätigkeit
Grünsteidl war seit Mai 1933 Mitglied der Einheitspartei Vaterländische Front und stellte im Mai 1938 einen Antrag auf Aufnahme in die NSDAP, den Grünsteidl nach dem Krieg mit der Sorge um seine berufliche Laufbahn rechtfertigte. Grünsteidl trat darüber hinaus 1938 einigen nationalsozialistischen Organisationen bei, wie der Deutschen Arbeitsfront, NSV, dem NSLB und dem Reichsluftschutzbund, wo er sich als Reviergruppenführer hervortat. Seine Aufnahme in die NSDAP wurde 1940 abgelehnt, ein neuer Aufnahmeantrag vom 4. September 1940 führte schließlich 1943 zur Aufnahme in die Partei rückwirkend zum 1. Oktober 1940 (Mitgliedsnummer 9.020.920).
Nach dem Zweiten Weltkrieg wurde Grünsteidl als „minderbelastet“ eingestuft, mehrere Ansuchen um Ausnahme von der Behandlung nach dem Verbotsgesetz 1947 wurden mit Hinweis auf seine NSDAP-Mitgliedschaft abgewiesen.
Grünsteidl war von 9. Juni 1959 bis 14. Dezember 1962 Abgeordneter für die ÖVP im österreichischen Nationalrat.

## Schriften
- Praktikum der Warenkunde, Julius Springer Verlag 1931
- Warenkunde mit Einschluß der Technologie, Manzsche Verlags- und Universitätsbuchhandlung 1953
- Chemische Faserstoffe und ihre Eigenschaften, Pinguin-Verlag 1953